# Helena Pražáková
Helena Pražáková (* 3. července 1945, Třebíč) je česká výtvarnice.

## Biografie
Helena Pražáková se narodila v roce 1945 v Třebíči, vystudovala gymnázium v Třebíči a následně Střední knihovnickou školu, v roce 1977 nastoupila do kanceláře ČEDOKu a v roce 1989 nastoupila na pozici knihovnice Městské knihovny v Třebíči. V roce 1995 začala působit jako výtvarnice na volné noze. Žije ve Starči.
Věnuje se primárně miniaturním portrétům. Maluje také na kameny nebo dřevo. Tvoří také šperky. Náměty miniaturních obrázků bere z náboženského prostředí. V roce 2022 byla autorkou nového svatého obrázku u cyklostezky mezi Starčí a Třebíči.

## Výstavy
- 1989, Městská knihovna v Třebíči, Třebíč[1]
- 2000, Muzeum Policie ČR, Praha[5]
- 2009, Domov sv. Alžběty, Žernůvka[3]